# Derek Brunson
Derek T. Brunson, född 4 januari 1984 i Wilmington, är en amerikansk MMA-utövare som sedan 2012 tävlar i organisationen Ultimate Fighting Championship.